# Блев
Блев (фр. Blèves) насеље је и општина у западној Француској у региону Лоара, у департману Сарт која припада префектури Mamers.
По подацима из 2011. године у општини је живело 97 становника, а густина насељености је износила 47.54 становника/km². Општина се простире на површини од 2,04 km². Налази се на средњој надморској висини од 145 метара (максималној 170 m, а минималној 141 m).

## Демографија
| 1962. | 1968. | 1975. | 1982. | 1990. | 1999. | 2011. |
| ----- | ----- | ----- | ----- | ----- | ----- | ----- |
| 112   | 126   | 135   | 113   | 92    | 97    | 97    |

График промене броја становника у току последњих година